# Mittleres Nachtpfauenauge
Das Mittlere Nachtpfauenauge (Saturnia spini) ist ein Schmetterling der Familie der Pfauenspinner (Saturniidae).

## Merkmale

### Falter
Die Falter haben eine Flügelspannweite von 57 bis 65 Millimetern (Männchen) bzw. 70 bis 80 Millimetern (Weibchen), Pittaway gibt als maximale Spannweite sogar 100 Millimeter an. Beide Geschlechter haben die gleiche graue Grundfarbe wie die Weibchen des Kleinen Nachtpfauenauges (Saturnia pavonia) und sehen ihnen deshalb sehr ähnlich. Ein Sexualdichroismus ist nicht ausgebildet. Die Vorderflügel sind weißgrau gefärbt und tragen nahe der Basis einen dunkel gerandeten, hellen Querstreifen, der jedoch keinen Knick hat. Die markanten, im Diskalfeld parallel verlaufenden Zackenbinden enden mittig am Flügelinnenrand, im Vergleich zur ähnlichen Art somit näher an der Flügelbasis und haben einen merklich konkaven Bogen. Sie sind stärker gewellt als bei der ähnlichen Art und sind auch auf der Flügelunterseite erkennbar. Das Mittelfeld der Vorderflügel zwischen Augenfleck und Flügelinnenrand ist mit seiner grauweißen Farbe meist deutlich heller gefärbt. Das Postdiskalband ist am Innenrand sehr breit und verjüngt sich zum verhältnismäßig kleinen roten Wisch unterhalb der Flügelspitze zu einem stumpfen Spitz, wodurch es keilförmig wirkt. Es ist dunkel graubraun, mit vereinzelt verteilten bräunlichen und rötlich-violetten Schuppen. Der relativ breite, rötlich graue Flügelsaum ist vom Diskalband durch ein klares, hell trübweißes Band abgegrenzt. Die Hinterflügel haben die gleiche Färbung wie die Vorderflügel, sind jedoch auf der Innenseite mehr hellgrau gefärbt. Die doppelte Zackenbinde endet am Innenrand ebenso deutlich näher an der Basis wie beim Kleinen Nachtpfauenauge, wodurch das Postdiskalband wie auch auf den Vorderflügeln am Innenrand breiter und keilförmig ist.
Die rotbraunen Fühler der Männchen sind lang und viergefiedert. Kopf und Thorax der Tiere sind dunkel schwarzbraun. Der Halskragen ist schmutzig weiß und verhältnismäßig breit. Der Hinterleib ist dunkelbraun gefärbt und trägt auf jedem Segment oberseits einen weißlich grauen Ring aus Haaren. Diese Haare sind deutlich länger und kräftiger ausgebildet als bei der ähnlichen Art. Die Weibchen haben im Vergleich zum Kleinen Nachtpfauenauge längere Zwischenkammzähne auf den Fühlern, sind kräftiger gebaut und auch am Hinterleib kräftiger behaart.
Die Färbung der Art ist nur wenig variabel. Gelegentlich kann man Individuen mit kleineren Augenflecken beobachten, nur selten fehlen diese völlig. Es gibt auch Individuen mit einer dünner ausgebildeten Beschuppung und solche, bei denen das Saumband und das Mittelfeld stark verdunkelt sind (f. fusca).

### Präimaginalstadien
Die ovalen, gräulich weißen  Eier haben eine Größe von 1,4 × 2,2 Millimetern und sind mit olivbraunem Sekret überzogen. Die Raupen sind ausgewachsen 65 bis 80 Millimeter lang und treten nur in einer Farbvariante auf. Sie sind schwarz, können jedoch feine graue oder blaue Zeichnungselemente aufweisen. Ihre knopfartigen Tuberkel sind bei ausgewachsenen Raupen rötlich-orange gefärbt. Die Puppe wird etwa 26 Millimeter lang und ist dunkelbraun bis schwarz gefärbt. Sie ist merklich dorsoventral abgeflacht. Ihr Körper hat die Form eines Kommas.

## Vorkommen und Lebensraum

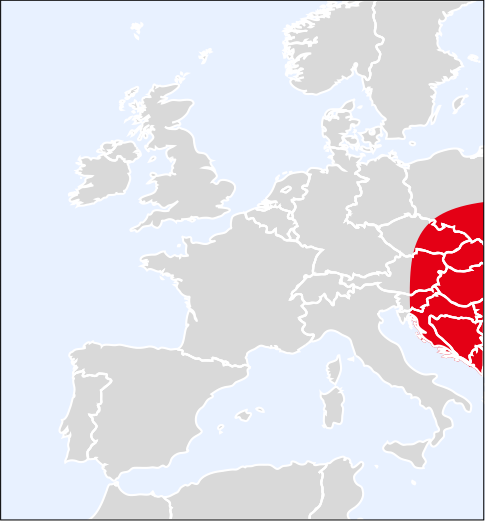
Verbreitung des Mittleren Nachtpfauenauges

Die Art kommt vom Osten Österreichs und von Polen über Ost- und Südosteuropa bis nach Griechenland, in die Türkei, Armenien, die Krim und Kasachstan vor. Man findet sie in sonnigen und trockenen Lebensräumen niederer und mittlerer hügeliger Lagen mit Buschbewuchs, wie etwa verbuschte Steppen oder Halbsteppen. In der Türkei ist die Art bis 1500 Meter Seehöhe nachgewiesen.

## Lebensweise
Anders als beim Kleinen Nachtpfauenauge sind beide Geschlechter nachtaktiv. Die Tiere sind nicht standorttreu, weswegen man die Raupen in aufeinander folgenden Jahren in jeweils neuen Biotopen antreffen kann.

### Flug- und Raupenzeiten
Abhängig von den klimatischen Bedingungen fliegen die Falter in einer Generation von April bis Juni.

### Nahrung der Raupen
Die Raupen leben in Europa polyphag vor allem von Prunus-Arten und Rosen (Rosa), man findet sie aber auch an anderen Obstbäumen, Weißdornen (Crataegus), Ulmen (Ulmus), Erlen (Alnus), Weiden (Salix) und Pappeln (Populus). In der Türkei und auf der Krim findet man die Raupen jedoch vor allem auf bedornten Vertretern der Rosengewächse (Rosaceae), zwischen Saratow und Wolgograd in Russland frisst die Art bevorzugt Kreuzdorn (Rhamnus).

## Entwicklung
Direkt nach dem Schlupf sind die 2,5 bis 3 Millimeter langen Tiere bereits schwarz gefärbt und beborstet. Sie fressen zunächst ihre Eischale und drängen sich dann gemeinsam aneinander. Sie durchleben ihre gesamte Entwicklung gesellschaftlich und sind dadurch auf ihren Nahrungspflanzen sehr auffällig. Mit ihrem Wachstum verändern sie ihre Farbe nicht. Die Verpuppung findet in einem groben, dünnwandigen, birnenförmigen, doppelten, braunen Kokon statt. Dieser wird offen an der Basis der Nahrungspflanze angefertigt, meist am Erdboden. Die Puppe überwintert und ist gegenüber Trockenheit sehr resistent. Die Puppe kann mehrere Jahre überleben.

## Gefährdung
Das Mittlere Nachtpfauenauge ist in Osteuropa vermutlich nur lokal verbreitet und selten anzutreffen. In Mitteleuropa ist die Art nur von vereinzelten Fundorten bekannt und an diesen vielerorts seit langer Zeit verschollen oder ausgestorben.

## Spezialisierte Feinde
Bei der Art sind die Raupenfliegen Blepharipa pratensis, Exorista grandis, Exorista sorbillans, Masicera pavoniae, Masicera silvatica und Winthemia quadripustulata als Parasitoide nachgewiesen.

## Belege